# Martinus van der Weijden
Martinus van der Weijden (Aarlanderveen, 1800 – Paramaribo, 1826) was een Nederlands geestelijke en missionaris van de Rooms-Katholieke Kerk in Suriname.

## Voorbereidingsjaren
Geboren in Aarlanderveen verhuisde Van de Weijden op jonge leeftijd met zijn ouders naar Nieuwkoop, waar hij opgroeide. Martinus volgde zijn opleiding aanvankelijk op de Latijnse school in Ravenstein en werd in 1820 ingeschreven als student aan het seminarie in Warmond. Zijn theologische studie combineerde hij met lesgeven op het kleinseminarie Oud-Hageveld te Santpoort bij Velsen, waar een tekort aan leerkrachten was.
Op 24-jarige leeftijd werd Van der Weijden tot priester gewijd. Hij bleef lesgeven op Hageveld, nu als professor, tot de sluiting ervan in 1825. Toen moest een nieuwe werkkring voor hem gevonden worden. Op voordracht van de protector van de Surinaamse missie, professor De Wijkerslooth, werd Van der Weijden aangewezen als missionaris. Op 25-jarige leeftijd werd hij benoemd tot apostolisch prefect (bestuurder) van Suriname.
Voor zijn vertrek werden in Amsterdam en Den Haag nog twee dames-commissiën opgericht. Van der Weijden schreef een brochure of bedelbrief aan deze gefortuneerde katholieke vrouwen met het doel het 'liefdefonds' van zijn voorganger Wennekers uit te kunnen breiden en zo de missie financieel te steunen.

## Naar Suriname
In december 1825 vertrok hij samen met missionaris Grooff vanaf de rede van Texel naar Suriname. Op 8 februari 1826 arriveerden de twee te Paramaribo, waar zij door leden van het kerkbestuur werden verwelkomd. Eerst bezochten zij de oude huiskerk en daarna de nieuwe kerk met pastorie. Dit was een omgebouwd theater, gelegen tegenover het huis van plantagehouder E.J. van den Bergh, die in afwezigheid van een priester de kerkelijke zaken grotendeels behartigd had.
Op 4 maart 1826 werd deze nieuwe kerk ingezegend en toegewijd aan de apostelen Petrus en Paulus. Hierbij gaven vertegenwoordigers van alle koloniale autoriteiten acte de présence - gouvernement, politie, justitie en het leger. Na afbetaling van de bouwmeester bleef het kerkgebouw met een schuld bezwaard van 16.000 gulden. Van der Weijdens' subsidieverzoek aan het Ministerie van Eeredienst had geen resultaat.
Van der Weijdens' eerste maatregel was dat de katholieken van Paramaribo die géén Pasen vierden ook geen vaste, betaalde zitplaats in de kerk konden krijgen. Dit was geen populaire beslissing. Zijn opvolger Grooff zou de 'onwerkbare' maatregel snel ongedaan maken en mede hierdoor later ook de schuldberg aflossen.
Ook het verzoek van Van de Weijden aan gouverneur De Veer om een strook grond achter de kerk en aan de overzijde van de Sommeldijckschekreek als begraafplaats in gebruik te mogen nemen kreeg nul op het request.

## Vroege dood
Van de Weijden heeft slechts één binnenlandse tocht ondernomen en dat was meteen zijn laatste. In september 1826 bezocht hij de staatsleprozerie Batavia, een afzonderingsoord voor melaatsen. Hier liet hij een 'afgodische' kankantrieboom omhakken om er een kruis voor in de plaats te zetten en doopte hij -volgens de annalen- 120 van de naar schatting 300 personen. Doopborg was de katholieke directeur van het 'etablissement' J.H. Hek.
Reeds vermoeid en verzwakt werd Van der Weijden op zijn reis bevangen door een tropische ziekte, waardoor hij onverwijld en koortslijdend moest terugkeren naar Paramaribo. Enkele dagen later overleed hij, 26 jaar oud. Hij werd begraven achter de nieuwe kerk. Zijn opvolger was Jacobus Grooff.